# 城巴65線
城巴65線是香港島一條來往東區北角碼頭和南區赤柱市集的路線，途經銅鑼灣、香港仔隧道、深水灣、淺水灣、舂磡角及馬坑邨，為遊客提供服務。

## 歷史

### 年表
- 1986年5月18日，65線投入服務，以取代62號線（北角碼頭至舂磡角）的服務，只於假日行走，作為63號線於假日的替代服務。
- 1997年3月29日，來回程繞經舂磡角及馬坑。
- 1998年9月1日，中巴專營權結束後改由新巴接辦。
- 2000年2月28日，改經馬坑（赤柱廣場）巴士總站，不再經赤柱峽道。
- 2008年6月8日，全程車費從$8.4加至$8.9。
- 2018年4月30日：增設實時抵站時間查詢服務。
- 2019年1月20日，全程車費從$8.9加至$9.4。
- 2021年4月4日，全程車費從$9.4加至$10.3。
- 2022年1月2日，全程車費從$10.3加至$10.8。
- 2023年6月18日，全程車費從$10.8加至$11.4。
- 2023年7月1日：因應城巴新巴專營權合併，本線改由城巴經營。

## 服務時間及班次
| 北角碼頭開       | 北角碼頭開  | 北角碼頭開   | 赤柱市集開       | 赤柱市集開  | 赤柱市集開   |
| 日期             | 服務時間    | 班次（分鐘） | 日期             | 服務時間    | 班次（分鐘） |
| ---------------- | ----------- | ------------ | ---------------- | ----------- | ------------ |
| 星期日及公眾假期 | 07:00-19:00 | 20           | 星期日及公眾假期 | 07:50       | 07:50        |
|                  |             |              | 星期日及公眾假期 | 08:20-18:00 | 20           |
| 18:00-19:00      | 12          |              | 星期日及公眾假期 |             |              |
| 19:00-19:30      | 15          |              | 星期日及公眾假期 |             |              |
| 19:50            |             |              | 星期日及公眾假期 |             |              |

註：
- 星期一至六不設服務，請改乘新巴63線
- 於泳季時間內此服務會因應需求而加密班次

## 收費
全程：$11.4
- 淺水灣海灘往赤柱市集：$6.9
- 淺水灣海灘往北角碼頭：$7.6
- 過香港仔隧道後往北角碼頭：$5.2
- 銀幕街往北角碼頭：$4.9

| - 本線設有12歲以下小童及65歲或以上長者半價優惠。 - 65歲或以上香港居民使用「樂悠咭」，以及12歲以下合資格殘疾兒童使用「殘疾人士身份」個人八達通繳付車資，均可享有每程$2.0或半價（以較低者為準）的票價優惠；12至64歲合資格殘疾人士使用「殘疾人士身份」個人八達通（包括「樂悠咭」），以及60至64歲香港居民使用「樂悠咭」繳付車資，均可享有每程$2.0或全費（以較低者為準）的票價優惠。 - 65歲或以上長者如使用長者或一般個人八達通繳付車資，則只可享有半價優惠；12至64歲合資格殘疾人士如不使用「殘疾人士身份」個人八達通，以及60至64歲人士如不使用「樂悠咭」繳付車資，必須繳付全費。 - 乘客可以現金或八達通於上車時付款，不設找續。 - 每位成人乘客可免費攜帶最多兩名4歲以下而不佔座位的兒童乘客乘車，超額之4歲以下小童必須繳付小童車費乘車。 - 九龍巴士、城巴及龍運巴士全職員工及家屬（不包括外判職員）可免費乘搭本路線，惟必須拍職員或職員家屬八達通。 - 乘客亦可使用AlipayHK「易乘碼」、支付寶、WeChatHK／微信支付「搭車碼」、銀聯雲閃付「乘車碼」及BOC Pay「乘車碼」、具有感應式支付功能的VISA、Mastercard及銀聯卡，以及Apple Pay、Google Pay及Samsung Pay流動支付平台繳付車資。使用此支付方式的乘客可享有中途下車之分段收費，以及與其他城巴獨營路線或聯營線城巴班次之轉乘優惠，惟不適用於與非城巴路線之轉乘優惠。乘客亦不能享有「公共交通費用補貼計劃」及「長者及合資格殘疾人士公共交通票價優惠計劃」。 |

### 八達通轉乘優惠
乘客登上本線後指定時間內以同一張八達通卡轉乘以下路線，或從以下路線登車後指定時間內以同一張八達通卡轉乘本線，次程可獲$1折扣優惠：
65←→2A
- 65往北角碼頭 → 2A往耀東邨，轉乘時限為90分鐘
- 2A往灣仔 → 65往赤柱，轉乘時限為120分鐘

65←→14，轉乘時限為180分鐘
- 65往赤柱 → 14往嘉亨灣
- 14往赤柱 → 65往北角碼頭

## 行車路線
北角碼頭開經：琴行街、英皇道、高士威道、伊榮街、邊寧頓街、怡和街、軒尼詩道、堅拿道巴士專線、摩理臣山道、黃泥涌道、香港仔隧道、黃竹坑道、香島道、淺水灣道、舂磡角道、環角道、佳美道、馬坑邨公共運輸交匯處、佳美道及赤柱村道。
赤柱市集開經：赤柱灘道、赤柱村道、佳美道、馬坑邨公共運輸交匯處、佳美道、環角道、舂磡角道、淺水灣道、香島道、黃竹坑道、香港仔隧道、黃泥涌道、摩理臣山道、天樂里、軒尼詩道、怡和街、高士威道、英皇道、書局街、渣華道及電照街。 

### 沿線車站

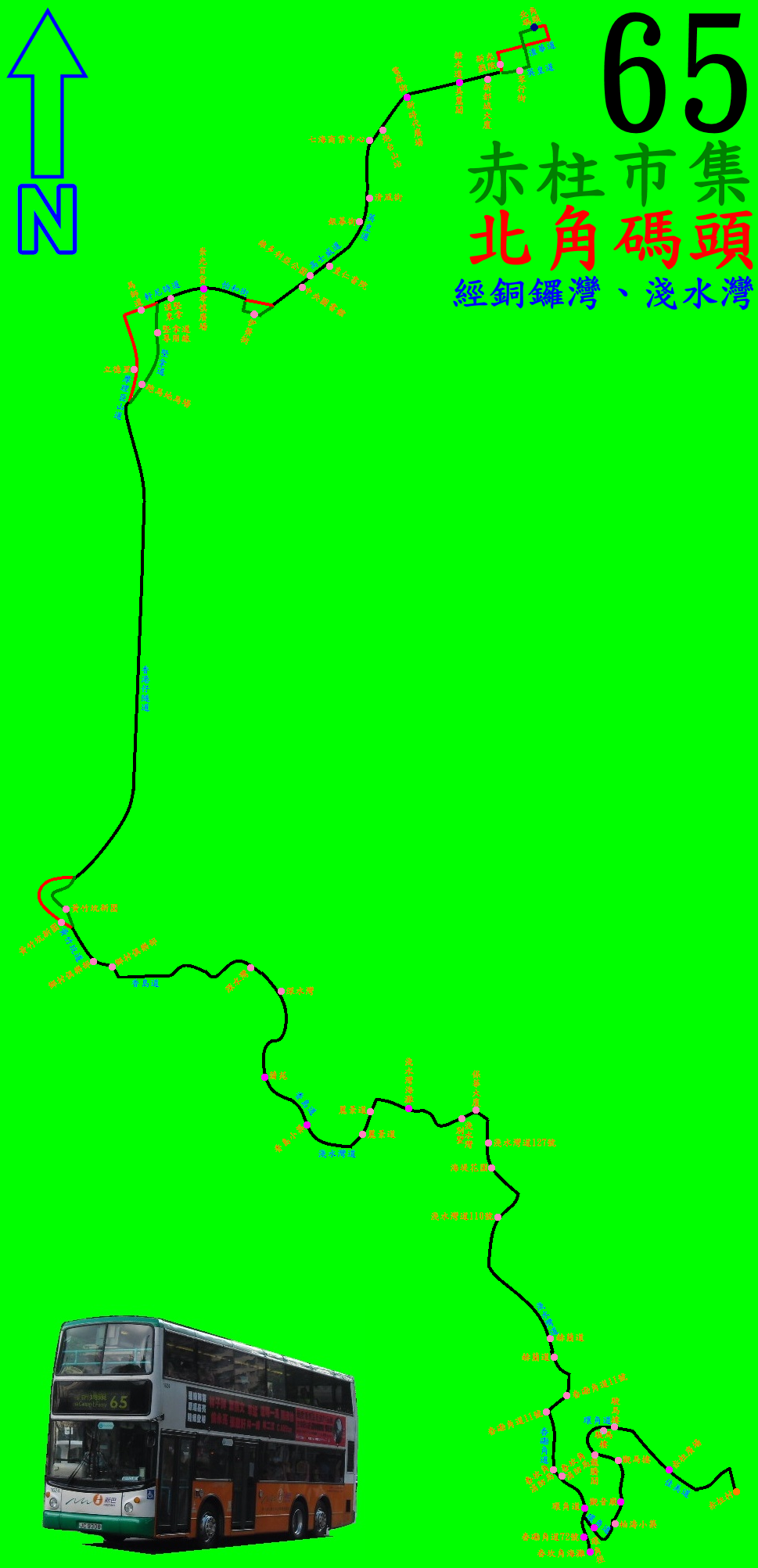
此線的走線圖

| 北角碼頭開 | 北角碼頭開       | 北角碼頭開             | 赤柱市集開 | 赤柱市集開     | 赤柱市集開             |
| 序號       | 車站名稱         | 位置                   | 序號       | 車站名稱       | 位置                   |
| ---------- | ---------------- | ---------------------- | ---------- | -------------- | ---------------------- |
| 1          | 北角碼頭         | 北角碼頭公共運輸交匯處 | 1          | 赤柱村         | 赤柱村巴士總站         |
| 2          | 琴行街           | 英皇道                 | 2          | 赤柱廣場       | 馬坑邨公共運輸交匯處   |
| 3          | 新都城大廈       | 英皇道                 | 3          | 馬坑邨駿馬樓   | 環角道                 |
| 4          | 美麗閣           | 英皇道                 | 4          | 馬坑邨觀馬樓   | 環角道                 |
| 5          | 新時代廣場       | 英皇道                 | 5          | 觀音廟         | 環角道                 |
| 6          | 炮台山站         | 英皇道                 | 6          | 柏濤小築       | 環角道                 |
| 7          | 清風街           | 英皇道                 | 7          | 環角徑         | 環角道                 |
| 8          | 皇仁書院         | 高士威道               | 8          | 舂坎角海灘     | 舂磡角道               |
| 9          | 香港中央圖書館   | 高士威道               | 9          | 舂磡角道72號   | 舂磡角道               |
| 10         | 伊榮街           | 伊榮街                 | 10         | 海天徑         | 舂磡角道               |
| 11         | 希慎廣場         | 軒尼詩道               | 11         | 舂坎角消防局   | 舂磡角道               |
| 12         | 堅拿道東         | 軒尼詩道               | 12         | 舂磡角道11號   | 舂磡角道               |
| 13         | 堅拿道巴士專用線 | 堅拿道巴士專用線       | 13         | 赫蘭道         | 淺水灣道               |
| 14         | 跑馬地馬場       | 摩理臣山道             | 14         | 淺水灣道102號  | 淺水灣道               |
| 15         | 黃竹坑新圍       | 黃竹坑道               | 15         | 淺水灣道90號   | 淺水灣道               |
| 16         | 鄉村俱樂部       | 黃竹坑道               | 16         | 淺水灣別墅     | 淺水灣道               |
| 17         | 深水灣           | 香島道                 | 17         | 淺水灣海灘     | 淺水灣道               |
| 18         | 蒲苑             | 香島道                 | 18         | 麗景道         | 淺水灣道               |
| 19         | 香島小築         | 香島道                 | 19         | 香島小築       | 香島道                 |
| 20         | 麗景道           | 淺水灣道               | 20         | 蒲苑           | 香島道                 |
| 21         | 淺水灣海灘       | 淺水灣道               | 21         | 深水灣         | 香島道                 |
| 22         | 保華大廈         | 淺水灣道               | 22         | 鄉村俱樂部     | 黃竹坑道               |
| 23         | 淺水灣道127號    | 淺水灣道               | 23         | 海洋公園停車場 | 黃竹坑道               |
| 24         | 赫蘭道           | 淺水灣道               | 24         | 立德里         | 摩理臣山道             |
| 25         | 舂磡角道11號     | 舂磡角道               | 25         | 馬師道         | 軒尼詩道               |
| 26         | 舂坎角消防局     | 舂磡角道               | 26         | 崇光百貨       | 軒尼詩道               |
| 27         | 環角道           | 舂磡角道               | 27         | 維多利亞公園   | 高士威道               |
| 28         | 舂磡角道72號     | 舂磡角道               | 28         | 銀幕街         | 英皇道                 |
| 29         | 舂坎角海灘       | 舂磡角道               | 29         | 七海商業中心   | 英皇道                 |
| 30         | 環角徑           | 環角道                 | 30         | 電廠街         | 英皇道                 |
| 31         | 觀音廟           | 環角道                 | 31         | 糖水道         | 英皇道                 |
| 32         | 龍欣苑龍騰閣     | 環角道                 | 32         | 馬寶道         | 書局街                 |
| 33         | 馬坑邨駿馬樓     | 環角道                 | 33         | 北角碼頭       | 北角碼頭公共運輸交匯處 |
| 34         | 赤柱廣場         | 馬坑邨公共運輸交匯處   |            |                |                        |
| 35         | 赤柱村           | 赤柱村巴士總站         |            |                |                        |

## 外部連結
- 新巴/城方官方路線資料 （页面存档备份，存于）